# 安浦交通

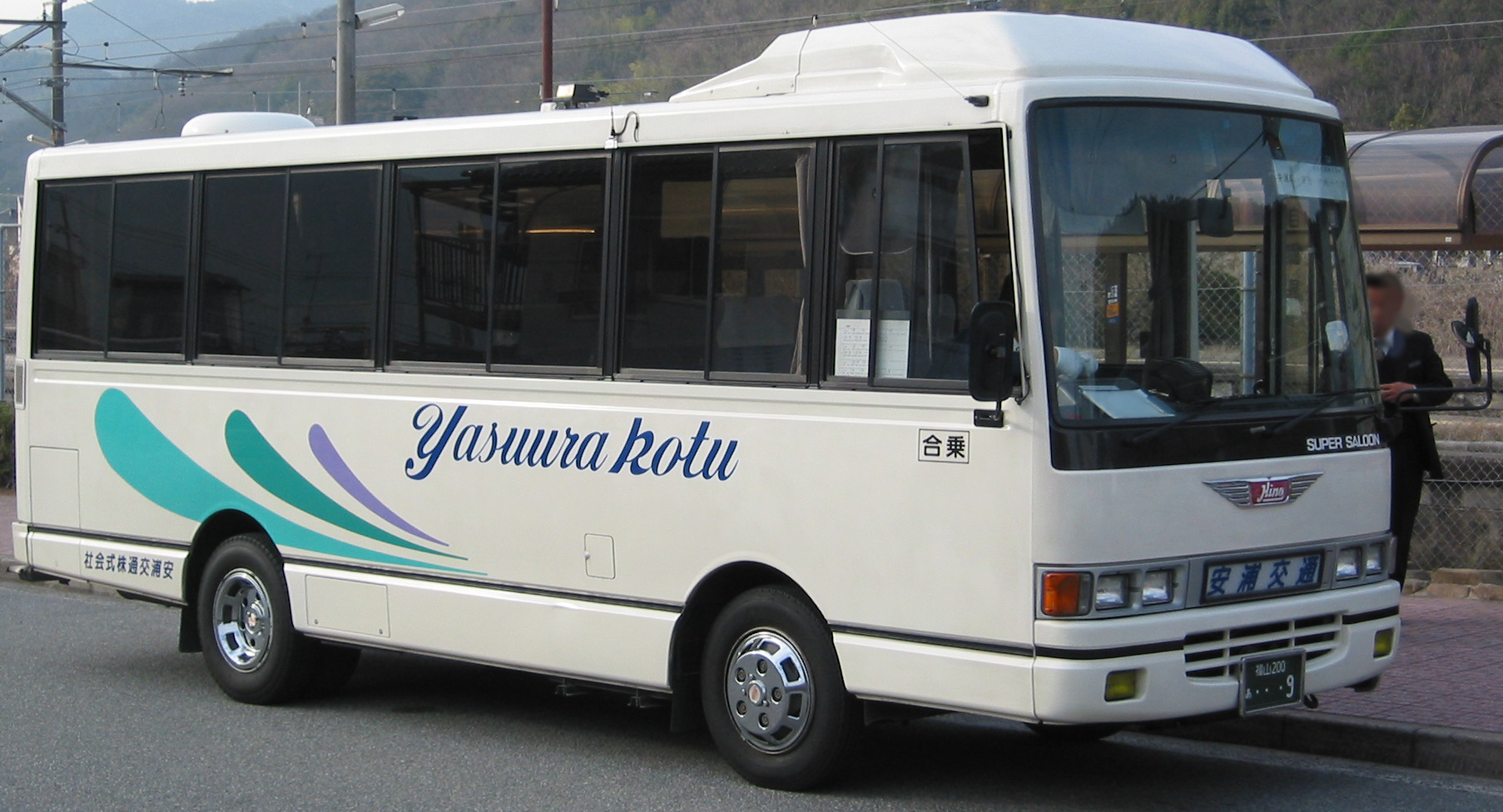
呉市生活バスの車両
2号車（中央ハイツ方面）、日野・レインボーRB

安浦交通株式会社（やすうらこうつう）は、かつて存在した日本のバス事業者。広島県呉市安浦町に本社を置いていた。2021年（令和3年）3月31日付で清算結了し法人としては消滅した。
営業中にも、安浦交通の公式ウェブサイトは開設されていなかった。
芸陽バスの廃止代替バスを運行していたほか、呉市のコミュニティバス「呉市生活バス」のうち「安浦地区生活バス」を運行受託していた。なお同路線は、2020年10月1日からは富士交通株式会社が運行受託している。

## 路線

### 廃止代替バス
1996年（平成8年）5月1日、同年4月30日限りで廃止された芸陽バス（女子畑 - 下垣内 - 安浦駅）の廃止代替バスを運行開始。
- 当時は以下の1ルートのみ。29人乗りの車両1台を使用。
  - 安浦駅 - 女子畑 - 安浦交通本社前 - 赤向坂 - 中畑上 - 原畑上 - 中切地蔵前 - 安浦駅
  - 1日3 - 4回（朝・昼・夕方）の循環運行。第2土曜・日曜・祝祭日、12月30日 - 1月3日、8月15日 - 16日は運休。
  - 運賃は1乗車につき、大人300円、小人150円。

### 呉市生活バス
「呉市生活バス」のうち「安浦地区生活バス」を運行受託していた。
安浦交通が運行受託していた当時の路線は以下の通りであった。
安浦駅 - 安登駅 - 小用 - 小田野原方面（1号車）
- 安浦交通本社前 - 女子畑 - 鍬畑 - 頓原 - 安浦駅 - 中切 - 原畑上 - 中畑上 - 頓原 - 安浦駅 - 中切 - 安登境 - 安登駅 - 小用入口 - 向野原 - 市迫中 - 市迫上 - 奥条（ - 安登駅） - 安登境 - 中切 - 安浦駅 - 頓原 - 鍬畑 - 女子畑 - 安浦交通本社前

安浦駅 - 安登駅 - 中央ハイツ方面（2号車）
- 安浦交通本社前 - 赤向坂 - 鍬畑 - 頓原 - 安浦駅 - 中切 - 安登境 - 安登駅 - 向野原 - あひる池 - 市迫上 - 市迫中 - 向野原 - 安登駅 - 安登境 - 中切 - 安浦駅 - 頓原 - 鍬畑 - 赤向坂 - 安浦交通本社前
- 安登駅 - 向野原 - あひる池 - 市迫中 - 市迫上 - 奥条（ - 安登駅／安登境 - 中切 - 安浦駅 - 頓原 - 鍬畑 - 赤向坂 - 安浦交通本社前）

安浦駅 - 黒地 - 塩谷方面（3号車）
- 安浦交通本社前 - 女子畑 - 鍬畑 - 頓原 - 安浦駅 - 三津口桟橋 - 黒地 - 三津口桟橋 - 安浦駅 - 水尻団地 - グリーンピア入口[注釈 1] - 塩谷 - グリーンピア入口 - 水尻団地 - 安浦駅（→市迫方面）

全線第2・4土曜、日曜、祝祭日、盆（8月15 - 16日）、年末年始（12月30日 - 1月3日）は運休。
運賃は乗車1回大人200円、子供100円、敬老（優待カード要）100円。それぞれ11枚綴りの回数券もある。